# Minnesota City
Minnesota City – miasto w Stanach Zjednoczonych, w stanie Minnesota, w hrabstwie Winona.